# Karin Ertl
Karin Ertl (née Specht le 23 juin 1974 à Immenstadt im Allgäu) est une athlète allemande, spécialiste des épreuves combinées.

## Biographie
Elle remporte la médaille d'or du pentathlon lors des Championnats d'Europe en salle 2000 de Gand, en Belgique, en devançant avec un total de 4 671 points la Russe Irina Vostrikova et la Polonaise Urszula Wlodarczyk. 

### Palmarès
| Date | Compétition                    | Lieu            | Résultat | Épreuve    |
| ---- | ------------------------------ | --------------- | -------- | ---------- |
| 1993 | Championnats d'Europe juniors  | Saint-Sébastien | 2e       | Heptathlon |
| 1995 | Championnats du monde en salle | Barcelone       | 10e      | Pentathlon |
| 1996 | Championnats d'Europe en salle | Stockholm       | 6e       | Pentathlon |
| 1998 | Championnats d'Europe en salle | Valence         | 3e       | Pentathlon |
| 1998 | Hypo-Meeting                   | Götzis          | 4e       | Heptathlon |
| 1998 | Championnats d'Europe          | Budapest        | 7e       | Heptathlon |
| 1999 | Hypo-Meeting                   | Götzis          | 3e       | Heptathlon |
| 1999 | Championnats du monde          | Séville         | 6e       | Heptathlon |
| 2000 | Championnats d'Europe en salle | Gand            | 1re      | Pentathlon |
| 2000 | Hypo-Meeting                   | Götzis          | 5e       | Heptathlon |
| 2000 | Jeux olympiques                | Sydney          | 7e       | Heptathlon |
| 2001 | Championnats du monde en salle | Lisbonne        | 3e       | Pentathlon |
| 2001 | Hypo-Meeting                   | Götzis          | 6e       | Heptathlon |
| 2001 | Championnats du monde          | Edmonton        | 5e       | Heptathlon |
| 2004 | Jeux olympiques                | Athènes         | 17e      | Heptathlon |

### Records
| Épreuve    | Performance | Lieu     | Date        |
| ---------- | ----------- | -------- | ----------- |
| Pentathlon | 6 396 pts   | Götzis   | 4 juin 2000 |
| Heptathlon | 4 678 pts   | Lisbonne | 9 mars 2001 |